# Paralomys gerbillus
Paralomys gerbillus (Thomas, 1900) è un roditore della famiglia dei Cricetidi, unica specie del genere Paralomys (Thomas, 1926), endemico del Perù.

## Descrizione

### Dimensioni
Roditore di piccole dimensioni, con la lunghezza della testa e del corpo tra 77 e 96 mm, la lunghezza della coda tra 62 e 90 mm, la lunghezza del piede tra 18 e 20 mm, la lunghezza delle orecchie tra 14 e 17 mm e un peso fino a 15,5 g.

### Caratteristiche craniche e dentarie
La regione inter-orbitale ha i margini divergenti. Gli incisivi sono lisci ed opistodonti, ovvero con le punte rivolte all'indietro, mentre le linee dei molari sono disposte parallelamente tra loro.
Sono caratterizzati dalla seguente formula dentaria:

### Aspetto
La pelliccia è corta, soffice e lucida. Le parti dorsali sono fulvo-giallastre con la base dei peli grigia, mentre le parti ventrali sono bianche. Le orecchie sono relativamente grandi, grigio chiare e solitamente con una macchia biancastra alla base anteriore. I piedi sono corti e larghi, la pianta dei piedi è finemente ricoperta di piccole setole biancastre ed è provvista di sei cuscinetti carnosi. La coda è più lunga della testa e del corpo, è bianca, ricoperta di piccoli peli e con un piccolo ciuffo all'estremità. Il cariotipo è 2n=38 FN=72.

## Biologia

### Comportamento
È una specie terricola, notturna con andamento saltatorio. Passa gran parte del giorno nel sottosuolo e non necessita di fonti d'acqua fresca nelle vicinanze.

### Riproduzione
Danno alla luce 1-4 piccoli alla volta.

## Distribuzione e habitat
Questa specie è conosciuta soltanto nel deserto di Sechura, nel Perù nord-occidentale.
Vive nelle zone sabbiose con vegetazione di mesquite.

## Tassonomia
Alcuni autori la considerano appartenente al genere Phyllotis.

## Conservazione
La IUCN Red List, considerato il vasto areale e la popolazione presumibilmente numerosa, classifica P.gerbillus come specie a rischio minimo (Least Concern).